# Варшавски договор
Варшавският договор или официално Договор за приятелство, съдействие и взаимопомощ е основата на военно-политическия съюз на социалистическите страни в Европа, наречен Организация на Варшавския договор (ОВД). Често под Варшавски договор се подразбира самата Организация на Варшавския договор. Варшавският договор получава името си от града, в който е подписан. Целта на този пакт е постигане на споразумение за приятелство, сътрудничество и взаимопомощ.
ОВД е основан на 14 май 1955 г. за противопоставяне на възприемания като заплаха съюз НАТО (основан през 1949), подбудено от включването на „повторно военизираната“ Западна Германия в НАТО в ратификацията на Парижките споразумения. Договорът действа през Студената война и след рухването на социализма в тогавашна Източна Европа страните започват да се оттеглят, а съюзът официално е разпуснат през юни 1991.

## Членове
- Съюз на съветските социалистически републики
- Народна социалистическа република Албания, оттегля се (1961) заради идеологически разлики, официално напуска (1968)
- Народна република България
- Германска демократична република, присъединена 1956
- Полска народна република
- Социалистическа република Румъния
- Унгарска народна република
- Чехословашка социалистическа република

Договорът е подписан от всички социалистически страни от Централна и Източна Европа без Федеративна народна република Югославия, която не подписва споразумението, защото след прекратяването на отношенията със Сталин през 1948 г. Тито решава да заеме неутрална позиция. Членовете на Варшавския договор се задължават да се защитават един друг, ако един или повече от тях е нападнат. Договорът също така посочва, че отношенията между подписалите го се основават на взаимна ненамеса във вътрешните работи и зачитане на държавния суверенитет и независимост. Това обаче е нарушено с намесите в Унгария (1956 г.) и Чехословакия (1968). Тези факти хвърлят светлина върху политиката, която СССР води към Пакта. Освен това доктрината Брежнев постановява: „Когато силите противници на социализма се опитват да отклонят социалистическите страни към капитализма, това се превръща в проблем не само на засегната страна, но и в общ проблем на всички социалистически страни.“.
Основните действия на Пакта в страните членки са насочени към намесата във вътрешните бунтове – опити за оттегляне от Пакта от другите страни претърпяват неуспех няколко пъти. Например през 1956 г. войници се намесват по време на манифестациите в Унгария (Унгарската революция) и Полша. Войски на Варшавския договор се намесват и по време на Пражката пролет през 1968 г., когато нахлуват в социалистическа република Чехословакия, за да се сложи край на демократичната реформа, която по това време правителството се опитва да въведе.
Албания спира да подкрепя съюза през 1961 г. в резултат на китайско-съветския разкол, в който твърдолинейният сталинистки режим в Албания застава на страната на Китайската народна република и официално се оттегля от договора през 1968 г.

## История
Силите на Варшавския договор са използвани няколко пъти.
По време на Унгарската революция от 1956 г., правителството ръководено от Имре Наги обявява оттеглянето на Унгария от Варшавския договор. Действието е оценено като контрареволюция. В отговор съветски войски нахлуват в Унгария и потушават бунта за две седмици, позовавайки се на Варшавския договор. Другите страни от Варшавския договор не участват във военната намеса.

По време на Пражката пролет през 1968 г. съюзнически войски навлизат в Чехословакия, за да сложат край на реформисткото движение, водено от правителството на Александър Дубчек. Началникът на военния отдел на Чехословашката комунистическа партия генерал-лейтенант Вацлав Пръчлик в телевизионна новинарска конференция изобличава Варшавския договор като неравноправен съюз и обявява, че чехословашката армия е готова да защитава суверенитета на страната със сила, ако е необходимо. На 20 август 1968 г. групировка, състояща се от 23 дивизии на съветската армия, влиза в Чехословакия. В нахлуването участват също 1 унгарска, 2 източногермански (които де факто не нападат, а стоят на чехословашката граница в бойна готовност) и 2 полски дивизии както и 1 българска бригада. Румъния отказва да предостави войски. ГДР не влиза в Чехословакия, тъй като ръководството на ВД не иска чехите да направят паралел с нацисткото нахлуване.
Това нахлуване се обяснява от доктрината „Брежнев“, според която Съветският съюз си запазва правото да се намесва в страните от ВД, за които има „опасност да се отклонят“ от учението на комунизма, особено обвинените в намерение за промяна към капитализъм.
След навлизането в Чехословакия, Албания формално напуска договора, макар че е престанала да го подкрепя още през 1962 г. Румънският генерален секретар Николае Чаушеску обявява нахлуването както за нарушаване на международното право, така и за принципа на ВД за взаимна ненамеса във вътрешните работи. Той заявява че колективната самозащита срещу външна агресия е единствената цел на Варшавския договор.

## Организация
Варшавският договор се състои от 11 члена и едно въведение. Договорът е преведен на 4 езика: немски, руски, полски, чешки. Разпространен е във всички страни, независимо от тяхната социална и политическа система. Присъединяването на нови членове остава преди всичко подчинено на съгласието на държавите членки (чл. 9).
Държавите членки на Варшавския договор са приели точки, сходни с тези на НАТО: сътрудничество за мир, организация в случай на неочаквано нападение (чл. 3), взаимна отбрана при нападение на някоя от страните-членки (чл. 4).
Договорът създава единно командване и съвещателен политически комитет, в който всяка страна участва и който се събира два пъти годишно. Първият командващ е маршал Иван Конев (1955 – 1960).
Въоръжените сили на Германската демократична република са официално присъединени към Пакта през януари 1956 г. Народна социалистическа република Албания го напуска през септември 1968 г. Тя прекратява участието си поради разделението на своя политически режим. Народна република Китай, чийто наблюдател участва в заседанията на Пакта, се оттегля през 1962 г. В някои случаи опитите на членовете да напуснат Пакта са прекратени чрез военни действия, както при Унгарската революция от 1956 г.
Договорът е създаден за период от 20 години. Той остава в сила за следващите 10 години за страните, които не са оттеглили членството си. Подновен е за 20 години през 1985 г.
Съветската стратегия, подобно на тази на САЩ, има за цел да гарантира своето пространство на влияние без да е необходим да започва ядрен конфликт със своя противник.
Страните от НАТО и Варшавския договор никога не са воювали една срещу друга. През декември 1985 г. съветският генерален секретар Михаил Горбачов предлага така наречената доктрина „Синатра“, която заменя доктрината „Брежнев“ и според която централноевропейските страни ще получат самостоятелност. Когато става ясно че Съветският съюз няма вече да използва сила, за да контролира страните от Варшавския договор, през 1989 г. в Централна Европа започва поредица от бързи промени и комунистическите режими в Централна и Източна Европа падат.
По време на Обединението на Германия на 3 октомври 1990 г., Обединена Германия „де юре“ е член на НАТО и Варшавския договор едновременно.
Новите правителства в Централна Европа не поддържат Варшавския договор и през януари 1991 Чехословакия, Унгария и Полша обявяват, че ще оттеглят подкрепата си на 1 юли същата година. България подкрепя искането през февруари и става ясно, че Договорът на практика е мъртъв. Договорът официално е прекратен на среща в Прага на 1 юли 1991 г.
Варшавската организация разполага с:
- Танкове T-72, Т-55 и Т-54
- Бойни хеликоптери Mi-24, бойни самолети Sukhoi Su-25 Frogfoot, MiG-29 и Sukhoi Su-27
- Автомат Kalashnikov, гранатомет RPGs
- Ядрени ракети Foguete SS-18, Satan SS-N-1 et SS-25
- Противоракетна система SA-15 Gauntlet
- Ядрена подводница Typhoon.

НАТО разполага с:
- Танкове М60 и М1
- Бойни хеликоптери АН-1 и АН-64, Ловен самолет А-10
- Пушки М72
- Противоракетна система PATRIOT
- Ядрена подводница Охайо.

Устройството на Пакта включва в наши дни забележително развитие на военните сили в мирно време.
Върху 866 400 km2, представящи площите на Бенелюкс, Западна Германия, ГДР, Полша и Чехословакия, които представят Централна Европа са съсредоточени през 1980 г. повече от 90 000 бронирани превозни средства от всякакъв вид (от които 69 000 са за Варшавския договор), повече от 21 000 броя войски (от които 17 000 са за Варшавския договор), около 6000 тактически въздухоплавателни средства (от които 4000 са за Варшавския договор) и 130 дивизии (от които 95 са за Варшавския договор). През 1991 г. в навечерието на неговото разтрогване, Варшавският договор подрежда в една зона – АТУ (от Атлантическия океан до Урал) 2 365 700 войници, 105 480 бронирани танкове, от които 33 870 бойни танкове, разпределени в 145 дивизии.

## Край на Пакта
Промените в геополитическия сценарий на страните от Източна Европа в края на десетилетието на 1980 г., краят на социалистическите правителства, падането на Берлинската стена, краят на Студената война и кризата в СССР са причини за премахването на Пакта на 31 март 1991 г.
През декември 1988 г. съветският ръководител Михаил Горбачов представя доктрината Синатра, която обявява края на доктрината Брежнев. Според нея страните от Източна Европа могат да правят реформи като стават съюзници на САЩ.
На 3 октомври 1990 г. чрез обединението на Германия, бившата ГДР става първият член от Пакта, който се присъединява към НАТО. ГДР излиза от организацията на Варшавския договор официално на 30 септември 1990 г., три дни преди обединението на Германия.
За да се осигури съветско съгласие за влизане на обединена Германия в НАТО се решава, че никоя чуждестранна войска и никое ядрено оръжие няма да бъдат разположени на Изток и че НАТО няма да се разпростира на Изток.
Когато става ясно, че СССР няма да използва сила, за да наложи своята политика, се извършват серия от бързи политически промени. Новите правителства на Източна Европа не следват политиката на Варшавския договор и през януари 1991 г. Чехословакия, Унгария и Полша обявяват своето оттегляне, което считано от 1 юли. България обявява оттеглянето си през февруари. През следващите години на разтрогване на договора, военните, които са били изпратени в базите в бившата вече ГДР, Полша, Унгария и Чехословакия, се връщат като безработни в Русия.

## След Варшавския договор
На 1 април 1996 руската новинарска агенция ИТАР-ТАСС погрешно оповестява, че руският парламент обсъжда евентуално възстановяване на Варшавския договор. Репортажът споменава вече разделените Чехия и Словакия, както и България. Няколко часа по-късно ИТАР-ТАСС излъчва извинение.
На 12 март 1999 г. бившите членове на Варшавския договор Чехия, Унгария и Полша се присъединяват към НАТО. България, Естония, Латвия, Литва, Румъния и Словакия ги последват през март – април 2004 г. България официално е член на НАТО от 2 април 2004 г. Албания и Хърватия се присъединяват през 2008 г., а Черна гора – през 2017 г. На 27 март 2020 г. към НАТО се присъединява и Северна Македония.
На 1 май 2004 година Чехия, Естония, Унгария, Латвия, Литва, Полша и Словакия стават членове на Европейския съюз. На 1 януари 2007 това правят България и Румъния. През 2013 г. се присъединява и Хърватия. 

## Знаци братя по оръжие
- Съюз на мира и социализма
- Съвместен поход на ЮГ
- Съвместни учения 
(ЩИТ-72)
- 25 години от Договора Варшава
- Въздушни сили на Варшавския договор
- Съвместни учения в България (ЩИТ-82)
- 30 години Варшавския договор